# Tiffany Stratton
Jessica Lynn Woynilko (n. 1 mai 1999, Prior Lake⁠(d), Minnesota, SUA) este o luptătoare profesionistă americană și fostă gimnastă. Este semnată cu WWE, unde luptă în brandul SmackDown sub numele de ring Tiffany Stratton și este actuala campioană feminină WWE. De asemenea, ea a fost NXT Women's Champion și fostă deținătoare a contractului Money in the Bank la nivel feminin.
După ce a câștigat titluri de haltere și culturism, părinții lui Woynilko au vrut ca ea să devină o luptătoare profesionistă și a fost antrenată de Greg Gagne. A semnat cu WWE în august 2021 și a debutat în noiembrie, înainte de a se alătura brandului de dezvoltare NXT, unde a câștigat o dată NXT Women's Championship. A fost apoi promovată în Main Roster în SmackDown în februarie 2024.